# The Fringe
The Fringe je šestá epizoda druhé série amerického televizního seriálu Smash a v celkovém pořadí dvacátá první epizoda. Napsala ji Julia Brownell a režíroval ji Dan Lerner. Poprvé se vysílala ve Spojených státech dne 12. března 2013 na televizní stanici NBC.
V této epizodě Derek dojde ke svému zlomovému bodu a opouští Bombshell. Kyle a Jimmy se potýkají s problémy související s uvedením Hit Listu na místním divadelním festivalu (Fringe Festival) a Ivy se odváží říci Terrymu, co si doopravdy myslí o Liasons.

## Obsah epizody
Eileen (Anjelica Huston) si vybrala Tomovu (Christian Borle) a Jerryho (Michael Cristofer) verzi scénáře pro Bombshell a Derek (Jack Davenport) s Juliou (Debra Messing) jsou na ní proto naštvaní. Když Tom přijde s novou verzí pro píseň Never Give All the Heart s Karen, tak to Derek již nevydrží, dojde ke zlomovému bodu a odchází od muzikálu.
Mezitím Jimmy (Jeremy Jordan), Kyle (Andy Mientus), Ana (Krysta Rodriguez) a Karen (Katharine McPhee) tvrdě pracují na tom, aby mohl být Hit List uveden na místním divadelním festivalu (Fringe Festival). Karen se musí vzdát účasti v muzikálu na premiéře, protože jí producent Jerry ( řekne, že nemůže dělat jiný muzikál, když pracuje na Bombshell. Premiéra dopadne špatně a Jimmy a Kyle se kvůli tomu pohádají. Karen zariskuje, druhý den vystoupí v muzikálu a s Jimmym zpívá duet Heart Shaped Wreckage, který dav zbožňuje. Po představení za nimi přijde Scott (Jesse L. Martin) a nabízí pro muzikál prostor na svém manhattanském divadelním workshopu. Když se ptá na režiséra inscenace, tak se za něj Derek sám prohlásí.
Ivy (Megan Hilty) se snaží vyrovnat s nesmírně otravným Terrym (Sean Hayes). Rozhodne se jít proti proudu a svou píseň na zkoušce před novináři zazpívá komediálním způsobem, což plně zastíní Terryho před novináři. Terry se rozhodne její píseň vyřadit a Ivy se kvůli tomu rozpláče. Terry ji nalezne naštvanou a mají společně velmi upřímný rozhovor. Ivy ho přesvědčí, že inscenace je velmi špatná a musí se provést změny. Ten se pak zeptá i ostatních herců na jejich názory a oni mu konečně řeknou, že je představení špatné. Terry jim řekne, že tomu rozumí a všichni se rozhodnou pracovat na změnách v muzikálu.

## Seznam písní
- "Never Give All The Heart"
- "This Will Be Our Year"
- "A Letter From Cecile"
- "Heart Shaped Wreckage"

## Ohlas u kritiků
Sara Brady ze serveru Television Without Pity hodnotila epizodu známkou 3+ (C+) .

## Sledovanost
Epizodu v den vysílání sledovalo 2,9 milionů amerických diváků a získala rating a podíl na trhu 0,9/3 ve věkovém okruhu od osmnácti do čtyřiceti devíti let .